# Gmina Pesnica
Pesnica – gmina w Słowenii. W 2002 roku liczyła 7244 mieszkańców.

## Miejscowości
Miejscowości wchodzące w skład gminy Pesnica:

- Dolnja Počehova
- Dragučova
- Drankovec
- Flekušek
- Gačnik
- Jareninski Dol
- Jareninski Vrh
- Jelenče
- Kušernik
- Ložane
- Mali Dol
- Pernica
- Pesnica pri Mariboru – siedziba gminy
- Pesniški Dvor
- Počenik
- Polička vas
- Polički Vrh
- Ranca
- Ročica
- Slatenik
- Spodnje Dobrenje
- Spodnje Hlapje
- Spodnji Jakobski Dol
- Vajgen
- Vosek
- Vukovje
- Vukovski Dol
- Vukovski Vrh
- Zgornje Hlapje
- Zgornji Jakobski Dol